# 桜空もも
桜空 もも（さくら もも、1996年12月3日 - ）は、日本のAV女優。元グラビアアイドル。ティーパワーズ所属。

## 略歴
秋田県出身。2017年5月、アイデアポケットの専属女優としてAVデビュー。
17歳時点から歌手を目指して上京するが、脱ぐ仕事に少し興味を持っていたことと友人から体を褒められたことが後押しとなり、"ノリ"で自ら応募してグラビアアイドルとなる。その後、AV出演の話が来てAVにも興味を持っていたことから出演を快諾した。
2018年5月、DMM.R18アダルトアワード2018最優秀新人女優賞受賞。

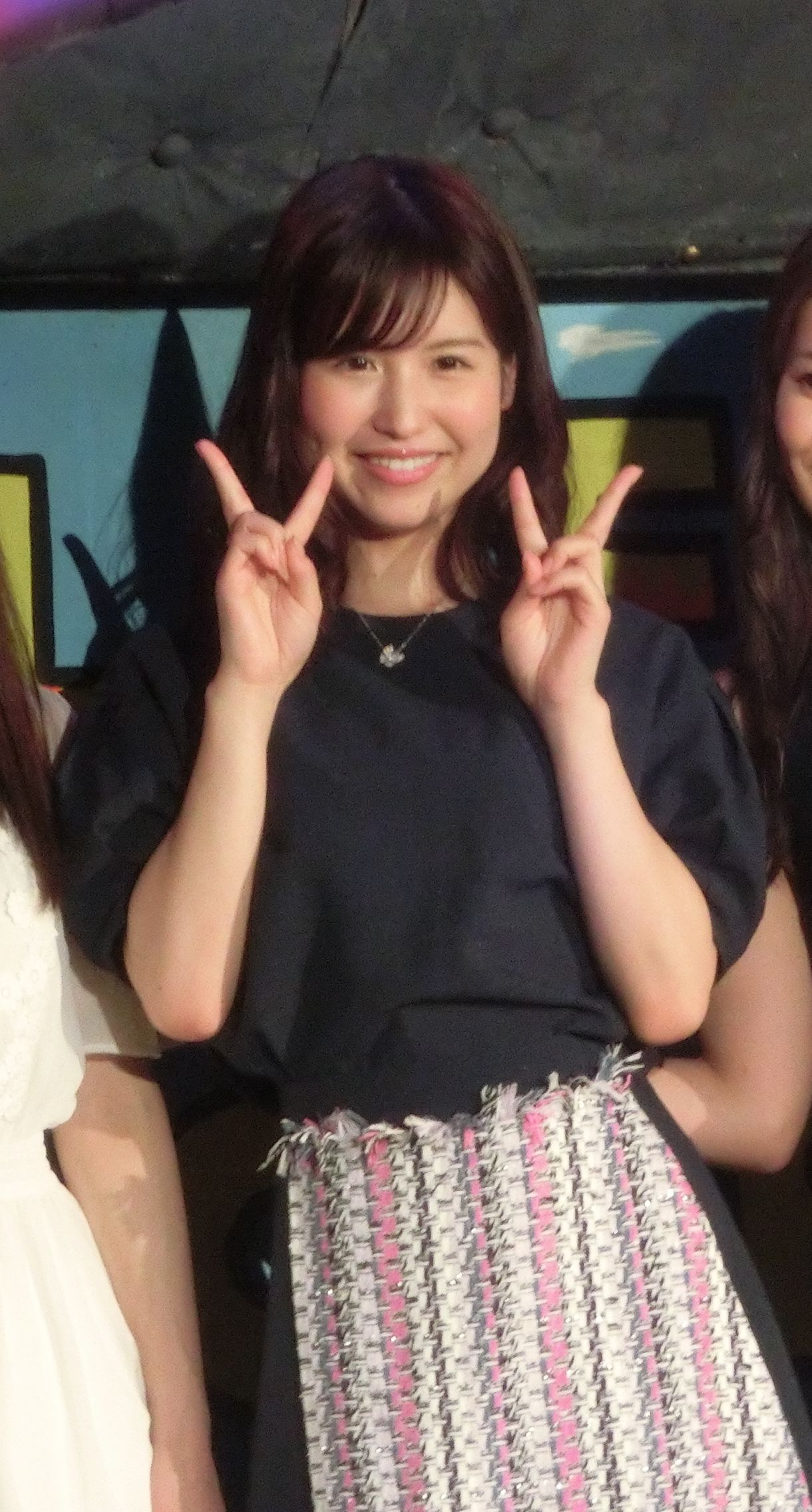
2018年6月、新宿ロフトプラスワン

2020年12月に発表された「FLASH 2020年現役最強セクシー女優BEST100」読者投票・第25位。
2021年8月発表「読者300人が選んだFLASH 2021セクシー女優ランキング」読者投票45位。
2021年11月5日より開催のキャンペーン企画『We are IdeaPocket! アイポケキャンペーン』のキャンペーンガールに桃乃木かな、相沢みなみ、楓カレン、天海つばさ、希島あいり、西宮ゆめ、明里つむぎ、岬ななみ、加美杏奈、梓ヒカリ、二葉エマ、藤井いよな、白峰ミウ、神菜美まいと共に就任。
『中出しSEX解禁』が2021年のアイデアポケットにおいて、一番売れたAV作品と『週刊プレイボーイ』で紹介される。光文社『FLASH』発表の2021年セクシー女優ランキング第25位。
2022年5月に発表されたアサヒ芸能「2022現役AV女優SEXY総選挙」で第26位。
2023年1月9日週FANZA通販フロアランキングで、『向かいの部屋のめちゃシコ巨乳グラビアアイドル ぷりんぷりんのオッパイとモロ見え水着で見せつけ誘惑！スケベ過ぎる腰使いに何度も中出ししちゃったボク 桜空もも』が1位を記録。
2023年2月24日より開催のキャンペーン企画『アイポケキャンペーン2023』のキャンペーンガールに桃乃木かな、相沢みなみ、明里つむぎ、天海つばさ、希島あいり、西宮ゆめ、加美杏奈、二葉エマ、梓ヒカリ、古川ほのか、八蜜凛、庵ひめかと共に就任。
2023年5月6日、埼玉県・しらこばと水上公園にて開催されたプール撮影会「＃フレッシュフェス2023撮影会」に大槻ひびき、小倉由菜、乙アリス、うんぱい、栗山莉緒、宍戸里帆、福田もも、和久井美兎と共に撮影モデルとして参加。
2023年5月に発表されたアサヒ芸能「2023現役AV女優SEXY総選挙」第8位。
2023年7月26日に東京・三軒茶屋グレープフルーツムーンにて行われたMilky Pop Generation主催のライブイベント「月で逢いましょう vol.78」に出演。ヨルシカの「花に亡霊」、阿部真央の「貴方の恋人になりたいのです」、今井美樹の「PRIDE」などのカバーを披露した。
2023年8月、同年上半期にアイデアポケットで最も売れた作品として、5月発売の配信限定作品『配信限定 ナチュポケ REC ハメ撮り 桜空もも IP女優のありのまま解禁』が挙げられた。
2023年10月14日週FANZA通販ランキングにて、『≪プレイヤー体感アングル≫ 発射無制限 独占「桜空もも」嬢 ヴァーチャル即尺即ハメ 生中出し連発ソープ 発射14発！？』が初登場5位を記録した。
2023年12月11日、東京・三軒茶屋グレープフルーツムーンにて、ワンマンライブ「月で逢いましょう #84 桜空もも」を開催し、ClariSの「コネクト」やヨルシカの「春泥棒」、スピッツの「チェリー」などのカバーを披露した。
同年12月18日週FANZA動画フロアランキングでは同年5月発売の『BEAUTY VENUS VIII』がウィークリー1位に急浮上した。
同年12月には、TC・キャンドラー発表の2023年版「世界で最も美しい顔100人」のひとりとしてノミネートされた。
2024年2月5日週FANZA通販ランキングでイメージビデオ『SAKURAドロップス 桜空もも』（FAIR＆WAY）が初登場4位を記録。FANZA通販フロア2月度月間AV女優ランキングで第4位を記録。
2024年3月4日から4月26日まで開催のキャンペーン企画『春のパンツまつり2024』のキャンペーンガールに伊藤舞雪、楪カレン、山岸あや花、希島あいりと共に就任。
2024年4月発売『アサヒ芸能』発表「2024年現役AV女優セクシー総選挙」において総合9位（東京12位、大阪7位）となる。
2024年5月14日から6月21日まで開催のキャンペーン企画『アイポケキャンペーン2024』のキャンペーンガールに桃乃木かな、楓カレン、希島あいり、西宮ゆめ、明里つむぎ、古川ほのか、梓ヒカリ、長浜みつり、さくらわかなと共に就任。
2024年6月3日週FANZA通販フロアランキングで『オッパイ丸出し オマ○コ中出し 射精無制限 逆バニー風俗パラダイス 桜空もも』が初登場4位。6月10日週FANZA通販フロアランキングで同作8位。
7月29日週FANZA動画フロアランキングにて、前年発売の『BEAUTY VENUS VIII』が6位にランクイン。
2025年5月には、埼玉県・しらこばと水上公園で行われた『TREND GIRLS撮影会2025』に参加し、黒髪ストレートのたなびき等が報道された。
同年5月5日週FANZA通販フロアランキングにて、出演した『日本よ、これがアイポケだー。 BEAUTY VENUS THE HARLEM もう絶対に揃わない夢の究極共演！！ 痴女プレイ全10コーナー330分！』が初登場2位を記録した。
2025年5月16日より開催のキャンペーン企画『アイポケキャンペーン2025』キャンペーンガールに桃乃木かな、長浜みつり、古川ほのか、明里つむぎと共に就任。同年6月23日週 FANZA通販フロアランキングにて『BEAUTY VENUS THE HARLEM-episode2- 』が初登場3位ランクイン。FANZA通販フロア2025年6月度AV女優ランキング5位。

## 人物
趣味および息抜きは歌うことで、前述のとおりプロの歌手を目指していたこともあり「衝撃的な歌のウマさ」と称されたこともある。歌手デビューはしていないが、自ら作詞したオリジナル楽曲「スポットライト」がある。
一方で演技は苦手としており、原作のあるドラマ作品については2022年のインタビューで「本当に申し訳なかったです。もう一回撮り直したい」と述べている。
仕事に集中したいこと、プライベートと切り分ける意味でSNSの多くをマネジメント側に任せていることを公にしている。
友人の天海つばさは性格を「ド陽キャ」と表現している。
ライターの芝田カズは「Gカップの柔乳もナイスだが、なんといってもウエスト55センチのくびれ。四つん這いになったときのボディラインはAV界で1、2を争うレベル」と言及している。

## 作品

### アダルトビデオ
| タイトル                                                                           | 発売日   | 規格 | 品番     | メーカー         | 備考 |
| ---------------------------------------------------------------------------------- | -------- | ---- | -------- | ---------------- | ---- |
| FIRST IMPRESSION 115 誕生 現役GカップグラビアアイドルAVデビュー                    | 5月1日   | DVD  | IPZ-941  | アイデアポケット |      |
| FIRST IMPRESSION 115 誕生 現役GカップグラビアアイドルAVデビュー                    | 5月1日   | BD   | 9IPZ-941 | アイデアポケット |      |
| グラビアアイドル桜空ももの限界突破イキ過ぎ超絶5本番+全編大量顔射&大絶頂!           | 6月13日  | DVD  | IPZ-958  | アイデアポケット |      |
| 揺れまくりぷるるんおっぱい激突きFUCK                                               | 7月19日  | DVD  | IPZ-976  | アイデアポケット |      |
| 初めての8風俗SPECIAL+4本番+ピンサロ+性感エステ+おっぱぶ+メイドイメクラ 240分本指名 | 8月19日  | DVD  | IPZ-995  | アイデアポケット |      |
| ねぇねぇエッチしちゃう? Gカップ女子校生ももとの学園性活                            | 10月1日  | DVD  | IPX-015  | アイデアポケット |      |
| 本能…性欲…快感… 桜空ももの本気のセックス                                           | 10月13日 | DVD  | IPX-028  | アイデアポケット |      |
| リピーター続出! 噂の本番できちゃうおっパブ店 Gカップグラドル巨乳嬢を味わい尽くせ!  | 11月7日  | DVD  | IPX-043  | アイデアポケット |      |
| Gカップ巨乳RQ（レースクイーン） トロけるような甘い誘惑                             | 12月13日 | DVD  | IPX-061  | アイデアポケット |      |

| タイトル | 発売日   | 規格 | 品番      | メーカー         | 備考        |
| --- | -------- | ---- | --------- | ---------------- | ----------- |
| もものおっぱい好きにしていいよ… おっぱい中心の5シチュエーション! おっぱいフェチの極み!                                                                                           | 1月13日  | DVD  | IPX-079   | アイデアポケット |             |
| Gカップグラビアアイドル 桜空もも 初ベスト 原石 | 1月19日  | DVD  | IDBD-768  | アイデアポケット | ※単体ベスト |
| Gカップグラビアアイドル 桜空もも 初ベスト 原石 | 1月19日  | BD   | 9IDBD-768 | アイデアポケット | ※単体ベスト |
| リアルガチファン限定 デリバリーセックス あなたの自宅に桜空ももをお届けします 大ボリューム220分 5本番+手コキ男潮充実の6コーナー                                                   | 2月13日  | DVD  | IPX-092   | アイデアポケット |             |
| 乳首こねくりっぱなし 快感エンドレスセックス ノンストップでひたすら乳首責め 2時間50分!! アヘ顔♡イキすぎてヨダレ垂れ流し!!                                                         | 3月13日  | DVD  | IPX-105   | アイデアポケット |             |
| オッパイお姉さんと交わすヨダレだらだらツバだくだく濃厚な接吻とセックス | 4月7日   | DVD  | IPX-120   | アイデアポケット |             |
| 巨乳過ぎて患者を発情勃起させちゃうGcup新人ナース お願いされたらヤラセちゃう純粋デカパイ美女                                                                                      | 5月1日   | DVD  | IPX-134   | アイデアポケット |             |
| 初凌辱 純潔女子大生につけ込んだ狂気ストーカーに堕とされて… | 6月1日   | DVD  | IPX-149   | アイデアポケット |             |
| 弾丸ピストン3776回イキ狂い176回 シリーズ最高傑作!! 絶頂覚醒開発された美女の性感帯! 涎・汗・潮・愛液溢れる体液垂れ流し絶頂バージョン! 桜空ももの眠っている性を無理矢理叩き起こす! | 7月1日   | DVD  | IPX-162   | アイデアポケット |             |
| 巨乳全開で猛アピールしてくる僕の彼女のノーブラお姉さん | 8月1日   | DVD  | IPX-181   | アイデアポケット |             |
| 超高級泡店で働くことになったお姉ちゃんのソープテク練習台になってよ | 9月13日  | DVD  | IPX-201   | アイデアポケット |             |
| 犯され輪姦され続けた巨乳女教師 | 10月13日 | DVD  | IPX-213   | アイデアポケット |             |
| 大盛況につきおかわり!! 本番できちゃうおっパブ店 2&ガチおっパブ店に潜入して本番 Wコンテンツ 4本番                                                                                 | 11月13日 | DVD  | IPX-225   | アイデアポケット |             |
| 生意気メイドの上から目線小悪魔SEX Gカップ巨乳萌っ子がボクをマ○コでハメ管理 | 12月13日 | DVD  | IPX-238   | アイデアポケット |             |

| タイトル | 発売日   | 規格 | 品番      | メーカー         | 備考        |
| --- | -------- | ---- | --------- | ---------------- | ----------- |
| 疲れた中年チ○ポに若さが甦る! 恋人気分でイチャイチャしながら極楽へ導いてくれるヒーリング射精マッサージサロン         | 1月13日  | DVD  | IPX-250   | アイデアポケット |             |
| 「もう何回もイッてるのに…!」 絶頂後にぶっちぎりの追撃弾丸ピストン 人気シリーズに遂に参戦! ヒクヒク痙攣イキ連発!     | 2月13日  | DVD  | IPX-265   | アイデアポケット |             |
| ももに夢中 2018年日本人にもっとも愛された女優 桜空もも PREMIUM BOX8時間BEST                                         | 2月13日  | DVD  | IDBD-795  | アイデアポケット | ※単体ベスト |
| ももに夢中 2018年日本人にもっとも愛された女優 桜空もも PREMIUM BOX8時間BEST                                         | 2月13日  | BD   | 9IDBD-795 | アイデアポケット | ※単体ベスト |
| 中年好きな文学お姉さんに身動きできない状態でじっくりねっとり痴女られる。                                            | 3月13日  | DVD  | IPX-279   | アイデアポケット |             |
| 巨乳若妻は元彼ダメ男に嫌なほどイカされて…                                                                           | 4月13日  | DVD  | IPX-292   | アイデアポケット |             |
| 神乳女教師もも先生のマンツーマン誘惑授業先生が君をオトナにしてあげる…                                               | 5月13日  | DVD  | IPX-306   | アイデアポケット |             |
| アタッカーズ完全監修 あなた、許して…。                                                                              | 6月13日  | DVD  | IPX-321   | アイデアポケット |             |
| 桜空もも 聖水痴女SPECIAL                                                                                            | 7月13日  | DVD  | IPX-336   | アイデアポケット |             |
| 1ヶ月間禁欲し彼女のいない数日間に彼女の親友と気が狂うくらい一心不乱にセックスしまくった 桜空もも 合計8回の密着性交! | 8月13日  | DVD  | IPX-353   | アイデアポケット |             |
| 出張先相部屋NTR 絶倫の部下に一晩中何度もイカされた巨乳女上司                                                        | 9月13日  | DVD  | IPX-367   | アイデアポケット |             |
| 絶頂102回! 大痙攣98回! 潮吹き7400cc! エロス極限突破トランス絶頂FUCK                                                 | 10月13日 | DVD  | IPX-384   | アイデアポケット |             |
| 絶頂102回! 大痙攣98回! 潮吹き7400cc! エロス極限突破トランス絶頂FUCK                                                 | 10月13日 | BD   | 9IPX-384  | アイデアポケット |             |
| モロ見え水着で悩殺誘惑! 小悪魔グラドルもも先輩のオッパイぷるんぷるん騎乗位に射精が止まらない!                       | 11月13日 | DVD  | IPX-399   | アイデアポケット |             |
| モロ見え水着で悩殺誘惑! 小悪魔グラドルもも先輩のオッパイぷるんぷるん騎乗位に射精が止まらない!                       | 11月13日 | BD   | 9IPX-399  | アイデアポケット |             |
| 女潜入捜査官 薬漬けにされち○ぽ奴隷と化した巨乳エリート                                                              | 12月13日 | DVD  | IPX-415   | アイデアポケット |             |
| 女潜入捜査官 薬漬けにされち○ぽ奴隷と化した巨乳エリート                                                              | 12月13日 | BD   | 9IPX-415  | アイデアポケット |             |

| タイトル | 発売日   | 規格 | 品番     | メーカー         | 備考        |
| --- | -------- | ---- | -------- | ---------------- | ----------- |
| ノーブラ着衣巨乳お姉さんのエロ誘惑に全神経もってかれたボク | 1月13日  | DVD  | IPX-428  | アイデアポケット |             |
| 「終電ないの!? じゃあウチおいで」僕の恋人が家で待ってるのに、終電を逃がし気の強い女上司の家に泊まる流れに… ノーパンノーブラ 部屋着に興奮した絶倫のボクは一晩中ヤりまくった。。。 | 2月13日  | DVD  | IPX-438  | アイデアポケット |             |
| 「終電ないの!? じゃあウチおいで」僕の恋人が家で待ってるのに、終電を逃がし気の強い女上司の家に泊まる流れに… ノーパンノーブラ 部屋着に興奮した絶倫のボクは一晩中ヤりまくった。。。 | 2月13日  | BD   | 9IPX-438 | アイデアポケット |             |
| ドッキドキの初デート付き 桜空ももの神対応イチャラブ筆おろしフルコース | 3月13日  | DVD  | IPX-452  | アイデアポケット |             |
| ドッキドキの初デート付き 桜空ももの神対応イチャラブ筆おろしフルコース | 3月13日  | BD   | 9IPX-452 | アイデアポケット |             |
| 失禁痙攣! 理性崩壊! ポルチオ開発催淫マッサージサロン 悪徳中年施術師の媚薬チ○ポに完堕ちしたボクの彼女。                                                                           | 4月13日  | DVD  | IPX-469  | アイデアポケット |             |
| 失禁痙攣! 理性崩壊! ポルチオ開発催淫マッサージサロン 悪徳中年施術師の媚薬チ○ポに完堕ちしたボクの彼女。                                                                           | 4月13日  | BD   | 9IPX-469 | アイデアポケット |             |
| さくら満開 桜空もも8時間BEST | 4月13日  | DVD  | IDBD-818 | アイデアポケット | ※単体ベスト |
| パーソナルトレーナーに寝取られた巨乳妻 時間制限NTR連続9発!! | 5月13日  | DVD  | IPX-485  | アイデアポケット |             |
| パーソナルトレーナーに寝取られた巨乳妻 時間制限NTR連続9発!! | 5月13日  | BD   | 9IPX-485 | アイデアポケット |             |
| エッチは男のコだけが頑張るものじゃない! | 6月13日  | DVD  | IPX-502  | アイデアポケット |             |
| エッチは男のコだけが頑張るものじゃない! | 6月13日  | BD   | 9IPX-502 | アイデアポケット |             |
| マゾに目覚めたボクの彼女 ドS一族に調教され開発された婚約者のM性 | 7月13日  | DVD  | IPX-516  | アイデアポケット |             |
| マゾに目覚めたボクの彼女 ドS一族に調教され開発された婚約者のM性 | 7月13日  | BD   | 9IPX-516 | アイデアポケット |             |
| 真夏の純情不貞 愛してはいけない人を愛してしまった私… | 8月13日  | DVD  | IPX-529  | アイデアポケット |             |
| 真夏の純情不貞 愛してはいけない人を愛してしまった私… | 8月13日  | BD   | 9IPX-529 | アイデアポケット |             |
| 3・2・1 GO! いきなり追撃ピストンSEX 「えっ!? ノーカットですか?」 ドキュメント型ガチ（真剣）絶頂! 失神直前!! アナルもヒクヒク                                                     | 9月13日  | DVD  | IPX-535  | アイデアポケット |             |
| 3・2・1 GO! いきなり追撃ピストンSEX 「えっ!? ノーカットですか?」 ドキュメント型ガチ（真剣）絶頂! 失神直前!! アナルもヒクヒク                                                     | 9月13日  | BD   | 9IPX-535 | アイデアポケット |             |
| 膝ガク腰ブル痙攣するまで立ちバック限界突破FUCK | 10月13日 | DVD  | IPX-550  | アイデアポケット |             |
| 膝ガク腰ブル痙攣するまで立ちバック限界突破FUCK | 10月13日 | BD   | 9IPX-550 | アイデアポケット |             |
| どうやら妻は浮気をしている。 | 12月13日 | DVD  | IPX-581  | アイデアポケット |             |

| タイトル | 発売日   | 規格 | 品番     | メーカー         | 備考        |
| --- | -------- | ---- | -------- | ---------------- | ----------- |
| 極上の愛人 愛液 唾液 汗 潮 本能のままに貪り合う汁まみれの肉欲性交                                            | 1月13日  | DVD  | IPX-597  | アイデアポケット |             |
| 「ごめん、今夜も当直なの…」 夜勤新妻ナース深夜病棟NTR 帰宅しない妻の空白の12時間                             | 2月13日  | DVD  | IPX-613  | アイデアポケット |             |
| 中出しSEX解禁                                                                                                | 3月13日  | DVD  | IPX-628  | アイデアポケット |             |
| 中出しSEX解禁                                                                                                | 3月13日  | BD   | 9IPX-628 | アイデアポケット |             |
| 死ぬほど大嫌いな上司と出張先の温泉旅館でまさかの相部屋に… 醜い絶倫おやじに何度も何度もイカされてしまった私。 | 4月13日  | DVD  | IPX-642  | アイデアポケット |             |
| 丁寧淫語で優しく焦らす美巨乳ランジェリー痴女エステ 射精するまで帰さない                                      | 5月13日  | DVD  | IPX-659  | アイデアポケット |             |
| ユメカウツツカ 日間1位 週間1位 月間1位 大人気同人コミックをS級超単体女優で実写化!!                           | 6月13日  | DVD  | IPX-674  | アイデアポケット |             |
| ユメカウツツカ 日間1位 週間1位 月間1位 大人気同人コミックをS級超単体女優で実写化!!                           | 6月13日  | BD   | 9IPX-674 | アイデアポケット |             |
| 彼女のお姉ちゃんはグラビアアイドル ぷりんぷりんオッパイを暴走もみもみ中出し激ピストン!                       | 7月13日  | DVD  | IPX-690  | アイデアポケット |             |
| 「生はダメ! 気持ち良すぎるから! すぐイクってばぁ!」 絶頂後にぶっちぎりの追撃生中出しピストン                 | 8月13日  | DVD  | IPX-707  | アイデアポケット |             |
| -舞い咲く美しき桜- 桜空もも 12タイトル24本番 FOURTH IP BEST 8時間 絶品Gカップ娘                              | 9月14日  | DVD  | IDBD-849 | アイデアポケット | ※単体ベスト |
| 学校で中出ししようよ! Gカップ女子○生ももとの中出し学園性活                                                   | 9月14日  | DVD  | IPX-725  | アイデアポケット |             |
| 禁欲の果て、汗と絶頂汁まみれで交わりまくった3日間                                                            | 10月12日 | DVD  | IPX-743  | アイデアポケット |             |
| 禁欲の果て、汗と絶頂汁まみれで交わりまくった3日間                                                            | 10月12日 | BD   | 9IPX-743 | アイデアポケット |             |
| 彼女不在の2日間、ソープ嬢ももさんと絶倫中出しセックスにドハマりしたボク                                      | 11月9日  | DVD  | IPX-759  | アイデアポケット |             |
| ▲We are ideapocket! アイポケキャンペーンSpecial DVD!                                                         | 11月11日 | DVD  | wicp003  | アイデアポケット |             |
| 中出しOK淫語と汗蒸しパンチラで女上司に誘惑されっぱなしのボク                                                 | 12月14日 | DVD  | IPX-777  | アイデアポケット |             |

| タイトル | 発売日   | 規格 | 品番     | メーカー         | 備考        |
| --- | -------- | ---- | -------- | ---------------- | ----------- |
| 突撃! 単体女優桜空ももが噂の風俗店に体当たりガチ潜入リポート! ピンサロ! 密着メンズエステ! 女性専用性感マッサージ! ハプニングバーとカラダとアソコを張りまくって体験取材!! | 1月7日   | DVD  | IPX-794  | アイデアポケット |             |
| 桜空ももの本気フェラ5分我慢できればふわふわおっぱいと生中出しソープで完全ご奉仕します! in 渋谷 ガチ素人さんと初中出し!!                                                  | 2月8日   | DVD  | IPX-812  | アイデアポケット |             |
| 人体固定 マ○コ破壊ピストン無限中出し 身動き取れず強制アクメ | 3月8日   | DVD  | IPX-832  | アイデアポケット |             |
| 身代わり肉便器 射精しても射精しても終わらない絶倫極道オヤジとの10日間孕ませ監禁生活                                                                                      | 4月12日  | DVD  | IPX-851  | アイデアポケット |             |
| 勤務中…同僚喰い女子社員 ふわふわ巨乳で誘う元グラドル発情OL | 5月10日  | DVD  | IPX-868  | アイデアポケット |             |
| 隣に住む巨乳女子はボクのち○ぽをオモチャにするはずが、ボクの絶倫欲求お化けっぷりにイキ果てる毎日…                                                                         | 6月15日  | DVD  | IPX-884  | アイデアポケット |             |
| おっぱいぷるるん家庭教師 笑顔とボインでヤル気と性績アップ チ○ポがトロけるほど気持ちイイ中出しレクチャーSEX                                                               | 7月12日  | DVD  | IPX-900  | アイデアポケット |             |
| 「ホテル行こっか？」 新入社員歓迎会で酔いつぶれた僕が会社の受付嬢に逆お持ち帰りされ朝まで精子搾り抜かれた一夜。                                                          | 8月9日   | DVD  | IPX-916  | アイデアポケット |             |
| 朝を迎えるまでヤリまくる欲望SEX | 9月13日  | DVD  | IPX-933  | アイデアポケット |             |
| ぷるるんオッパイでキミのオチ○ポ勧誘しちゃうぞ いつもニコニコ！どこでもパコパコ！おっぱいモロ出し逆バニー学園祭                                                           | 10月11日 | DVD  | IPX-950  | アイデアポケット |             |
| ぷるるんオッパイでキミのオチ○ポ勧誘しちゃうぞ いつもニコニコ！どこでもパコパコ！おっぱいモロ出し逆バニー学園祭                                                           | 10月11日 | BD   | 9IPX-950 | アイデアポケット |             |
| 世界で一番エッチなもも 桜空もも8時間BEST Gカップ全12タイトル！24コーナー!!                                                                                               | 11月8日  | DVD  | IDBD-879 | アイデアポケット | ※単体ベスト |
| 即勃たせてくれるアゲまん 呼べば即舐め絶倫フェラチオが〜るふれんど。 口中出し9連発!!                                                                                      | 12月13日 | DVD  | IPX-967  | アイデアポケット |             |

| |          |      |           |                  |                           |
| タイトル | 発売日   | 規格 | 品番      | メーカー         | 備考                      |
| 同窓会で再会したかつて愛した男とのセックスに溺れ中出し最低不倫を繰り返すワタシ… 胸糞NTR オンナを虜にするのは愛でも金でもなくSEX！               | 1月10日  | DVD  | IPX-980   | アイデアポケット |                           |
| 向かいの部屋のめちゃシコ巨乳グラビアアイドル ぷりんぷりんのオッパイとモロ見え水着で見せつけ誘惑！スケベ過ぎる腰使いに何度も中出ししちゃったボク | 2月14日  | DVD  | IPZZ-002  | アイデアポケット |                           |
| あなたが家を空ける朝から晩、お義父さんのベロ舐め舌技にイカされ続け…                                                                             | 4月11日  | DVD  | IPZZ-046  | アイデアポケット |                           |
| BEAUTY VENUS VIII | 5月9日   | DVD  | IPZZ-034  | アイデアポケット | ※共演：伊藤舞雪、楪カレン |
| BEAUTY VENUS VIII | 5月9日   | BD   | 9IPZZ-034 | アイデアポケット | ※共演：伊藤舞雪、楪カレン |
| 配信限定 ナチュポケ REC ハメ撮り 桜空もも IP女優のありのまま解禁                                                                                | 5月26日  |      | IPBZ-002  | アイデアポケット | ※配信限定ナチュポケ       |
| 「もう入れて…」≪アプリでマッチング≫ 出会って即ハメ即交型の都合のイイ絶倫ビッチ沼。 総射精11発!!                                                 | 6月13日  | DVD  | IPZZ-050  | アイデアポケット |                           |
| さもあり×桜空もも ≪ぶっ飛ぶ快感汁!?≫ ―シン・ルーインドオーガズムー 業界の異端2TOPが遂にコラボ!!                                                 | 7月11日  | DVD  | IPZZ-063  | アイデアポケット |                           |
| ぷりんぷりんのスケベ尻で連射と中出しを誘うアナル丸見えオイルエステ                                                                              | 8月8日   | DVD  | IPZZ-088  | アイデアポケット |                           |
| グラビアアイドルと過ごすヤリまくり温泉旅行ドキュメント！ エロ曝け出すハメ撮り中出しSEX！                                                        | 9月12日  | DVD  | IPZZ-104  | アイデアポケット |                           |
| え? 今ココでですか!? 巨乳ビッ痴お姉さんがベロ酔い逆ナンパ! 所かまわず素人チ〇ポを痴女りまくる生ハメ中出し公然セックス!                          | 10月10日 | DVD  | IPZZ-119  | アイデアポケット |                           |
| ≪プレイヤー体感アングル≫ 発射無制限 独占「桜空もも」嬢 ヴァーチャル即尺即ハメ 生中出し連発ソープ 発射14発!?                                     | 11月14日 | DVD  | IPZZ-134  | アイデアポケット |                           |
| ももコレ 桜空ももの爆売れタイトルむにゅむにゅ詰め込みまくり8時間ベスト どどーんと36本番!!                                                       | 11月14日 | DVD  | IDBD-907  | アイデアポケット | ※単体ベスト               |
| あなたの脳内を快楽で埋め尽くす 桜空ももプレミアムオナニーサポート                                                                               | 12月12日 | DVD  | IPZZ-153  | アイデアポケット |                           |

| |          |      |           |                  |                 |
| タイトル | 発売日   | 規格 | 品番      | メーカー         | 備考            |
| 彼女のお姉ちゃんはぷるるん巨乳とはみ出しマ〇コでボクを超誘惑してくるガチシコグラビアアイドル 勃起薬でチ〇ポ絶倫化! 止まらない中出しピストン!        | 1月9日   | DVD  | IPZZ-180  | アイデアポケット |                 |
| バイト先の可愛い先輩が大嫌いな店長の指示で際どいミニスカを穿かされセクハラ挿入快楽堕ちしていた。                                                    | 2月13日  | DVD  | IPZZ-198  | アイデアポケット |                 |
| 旦那が仕組んだ絶倫マッサージ師のアクメ施術に堕ち永遠イカされ続ける姿を盗撮された巨乳妻。                                                            | 3月12日  | DVD  | IPZZ-227  | アイデアポケット |                 |
| 中出し痴漢電車 声の出せない密室で犯され輪姦されイカされ続け痴漢集団の種付けペットに堕ちた女子大生                                                   | 4月9日   | DVD  | IPZZ-248  | アイデアポケット |                 |
| 可愛いくてエロい後輩OLをホテルへお持ち帰りしたら… 度を越えた≪絶倫女≫で返り討ちにあった。                                                            | 5月14日  | DVD  | IPZZ-268  | アイデアポケット |                 |
| 可愛いくてエロい後輩OLをホテルへお持ち帰りしたら… 度を越えた≪絶倫女≫で返り討ちにあった。                                                            | 5月14日  | BD   | 9IPZZ-268 | アイデアポケット |                 |
| 「一人前の男になりたくない?」 新入社員のボクたちは社員旅行でホロ酔いの憧れ女上司2人に部屋に連れ込まれ朝までみっちりオトナの4POJT研修                | 6月4日   | DVD  | CAWD-676  | kawaii*          | ※共演：伊藤舞雪 |
| 「一人前の男になりたくない?」 新入社員のボクたちは社員旅行でホロ酔いの憧れ女上司2人に部屋に連れ込まれ朝までみっちりオトナの4POJT研修                | 6月4日   | BD   | 9CAWD-676 | kawaii*          | ※共演：伊藤舞雪 |
| 突然の大嵐でウチに避難してきた巨乳部下の濡れ透け姿が股間にグッときてびちょびちょのままヤリまくった。                                                | 6月11日  | DVD  | IPZZ-295  | アイデアポケット |                 |
| オッパイ丸出し オマ◯コ中出し 射精無制限 逆バニー風俗パラダイス                                                                                      | 7月9日   | DVD  | IPZZ-319  | アイデアポケット |                 |
| ≪計画的≫相部屋逆NTR 超絶エロテクニシャンだった若手エリート女上司に寝取られ何度も昇天した一夜。                                                      | 8月13日  | DVD  | IPZZ-342  | アイデアポケット |                 |
| 黒髪おさげで眼鏡部下のカラダが予想以上にスケベ過ぎて… 二人で会社をバックレて朝から晩まで性欲尽きるまでとにかくハメまくった24時間                    | 9月10日  | DVD  | IPZZ-366  | アイデアポケット |                 |
| これはレ×プじゃない… あくまで合意の下のSEX…だよなww 宅飲みで同級生達に廻された巨乳美女。 全員遠慮なしの中出し。「女1人で参加したのが間違いでした…」 | 10月8日  | DVD  | IPZZ-388  | アイデアポケット |                 |
| ノーブラ浮き乳首を無意識アピールしてくる巨乳お姉さんの天然スケベ誘惑SEX                                                                             | 11月12日 | DVD  | IPZZ-407  | アイデアポケット |                 |
| 桜空もも12タイトル! 8時間 BEST‐34SEX‐ | 11月12日 | DVD  | IDBD-942  | アイデアポケット | ※単体ベスト     |

| タイトル | 発売日  | 規格 | 品番      | メーカー         | 備考                         |
| --- | ------- | ---- | --------- | ---------------- | ---------------------------- |
| ボクをバカにするギャル義理姉が僕の皮の被った包茎チ〇ポの皮を剥いて洗い…スイッチオン 『えっ、まだするの？何回出すの? もう無理! イキ過ぎて頭おかしくなっちゃう!』 童貞絶倫少年がギャル姉を家中追いかけまわしてアニマル暴走ピストン!! | 1月14日 | DVD  | IPZZ-450  | アイデアポケット |                              |
| ボクをバカにするギャル義理姉が僕の皮の被った包茎チ〇ポの皮を剥いて洗い…スイッチオン 『えっ、まだするの？何回出すの? もう無理! イキ過ぎて頭おかしくなっちゃう!』 童貞絶倫少年がギャル姉を家中追いかけまわしてアニマル暴走ピストン!! | 1月14日 | BD   | 9IPZZ-450 | アイデアポケット |                              |
| 立場逆転 ムカつく義理姉の弱みを握って３日間いいなり契約! ブツクサ言いながらもボク専用中出しペットになったグラビアアイドルの姉…ただしこの後が地獄（汗）                                                                             | 2月11日 | DVD  | IPZZ-427  | アイデアポケット |                              |
| 立場逆転 ムカつく義理姉の弱みを握って３日間いいなり契約! ブツクサ言いながらもボク専用中出しペットになったグラビアアイドルの姉…ただしこの後が地獄（汗）                                                                             | 2月11日 | BD   | 9IPZZ-427 | アイデアポケット |                              |
| 精子ぶりゅぶりゅ中出し大乱交ノーカットSP 総勢16名20発オーバーの大ザーメン祭り! | 3月11日 | DVD  | IPZZ-502  | アイデアポケット |                              |
| 精子ぶりゅぶりゅ中出し大乱交ノーカットSP 総勢16名20発オーバーの大ザーメン祭り! | 3月11日 | BD   | 9IPZZ-502 | アイデアポケット |                              |
| 乳首敏感ボーイズ必見！ にゃんにゃんアイドル乳首エステ | 4月8日  | DVD  | IPZZｰ524  | アイデアポケット |                              |
| 乳首敏感ボーイズ必見！ にゃんにゃんアイドル乳首エステ | 4月8日  | BD   | 9IPZZｰ524 | アイデアポケット |                              |
| Re REC：桜空もも ≪ハメ撮り＆定点カメラ≫ 配信限定 ナチュポケ2 プラベLove×2エッチ編 | 4月13日 |      | IPBZｰ013  | アイデアポケット | ※配信限定ナチュポケ          |
| 「桜空もも」とお泊り中出し連発デートH 24時間止め処なく痴女られイキ続けた僕 | 5月13日 | DVD  | IPZZｰ546  | アイデアポケット |                              |
| 「桜空もも」とお泊り中出し連発デートH 24時間止め処なく痴女られイキ続けた僕 | 5月13日 | BD   | 9IPZZｰ546 | アイデアポケット |                              |
| 日本よ、これがアイポケだー。 BEAUTY VENUS THE HARLEM もう絶対に揃わない夢の究極共演！！ 痴女プレイ全10コーナー330分！ 共演：長浜みつり、西宮ゆめ、古川ほのか、さくらわかな、佐々木さき、役野満里奈、愛才りあ                       | 6月10日 | DVD  | IPZZ-586  | アイデアポケット | ※アイポケ初大共演SP          |
| 日本よ、これがアイポケだー。 BEAUTY VENUS THE HARLEM もう絶対に揃わない夢の究極共演！！ 痴女プレイ全10コーナー330分！ 共演：長浜みつり、西宮ゆめ、古川ほのか、さくらわかな、佐々木さき、役野満里奈、愛才りあ                       | 6月10日 | BD   | 9IPZZ-586 | アイデアポケット | ※アイポケ初大共演SP          |
| 試着販売と囁き淫語と中出しで売上No.1巨乳ランジェリー販売員の営業術とエロテクが凄い 全編エロ下着痴女プレイ！！ | 6月10日 | DVD  | IPZZ-598  | アイデアポケット |                              |
| 試着販売と囁き淫語と中出しで売上No.1巨乳ランジェリー販売員の営業術とエロテクが凄い 全編エロ下着痴女プレイ！！ | 6月10日 | BD   | 9IPZZ-598 | アイデアポケット |                              |
| 桜空ももと濃厚中出し121発 極上美女との生ハメSEXの快楽に心もカラダも奪われる31SEX8時間BEST | 7月8日  | DVD  | IDBDｰ970  | アイデアポケット | ※単体ベスト                  |
| 桜空ももと濃厚中出し121発 極上美女との生ハメSEXの快楽に心もカラダも奪われる31SEX8時間BEST | 7月8日  | BD   | 9IDBD-970 | アイデアポケット | ※単体ベスト                  |
| 俺のことが昔から大好きな幼馴染に1ヶ月の禁欲をさせて彼女不在中にハメまくった甘くも切ない3日間 | 7月8日  | DVD  | IPZZ-575  | アイデアポケット |                              |
| 俺のことが昔から大好きな幼馴染に1ヶ月の禁欲をさせて彼女不在中にハメまくった甘くも切ない3日間 | 7月8日  | BD   | 9IPZZ-575 | アイデアポケット |                              |
| 40,000部突破の人気作堂々実写化！日間1位週間1位月間1位3冠獲得！ 早漏克服クリニック 実写版 何度も何度も射精させてチ○ポ耐久アップさせてくれるエロカワ女医さん                                                                         | 7月15日 | DVD  | MIMK-200  | MOODYZ           |                              |
| 40,000部突破の人気作堂々実写化！日間1位週間1位月間1位3冠獲得！ 早漏克服クリニック 実写版 何度も何度も射精させてチ○ポ耐久アップさせてくれるエロカワ女医さん                                                                         | 7月15日 | BD   | 9MIMK-200 | MOODYZ           |                              |
| BEAUTY VENUS THE HARLEM -episode2- 最高峰巨乳美女たちが国賓並みにおもてなしご奉仕してくれる超高級ハーレム風俗ハシゴツアー | 7月29日 | DVD  | OFES⁻025  | アイデアポケット | 共演：長浜みつり、役野満里奈 |
| BEAUTY VENUS THE HARLEM -episode2- 最高峰巨乳美女たちが国賓並みにおもてなしご奉仕してくれる超高級ハーレム風俗ハシゴツアー | 7月29日 | BD   | 9OFES⁻025 | アイデアポケット | 共演：長浜みつり、役野満里奈 |
| 介護疲れのストレス解消として義姉が選んだのは僕とのセックスでした。 | 8月12日 | DVD  | IPZZｰ630  | アイデアポケット |                              |
| 介護疲れのストレス解消として義姉が選んだのは僕とのセックスでした。 | 8月12日 | BD   | 9IPZZ-630 | アイデアポケット |                              |
| ズボラ義理姉の無自覚食い込みTバック尻にガマンできず真夏の暴走中出しバックピストン！ | 9月9日  | DVD  | IPZZ-651  | アイデアポケット |                              |
| ズボラ義理姉の無自覚食い込みTバック尻にガマンできず真夏の暴走中出しバックピストン！ | 9月9日  | BD   | 9IPZZ-651 | アイデアポケット |                              |

### アダルトVR
| タイトル | 発売日   | 品番       | メーカー         | 備考                                 |
| 2017年 | 2017年   | 2017年     | 2017年           | 2017年                               |
| --- | -------- | ---------- | ---------------- | ------------------------------------ |
| ももと過ごすHなイチャイチャ同棲性活 | 8月1日   | AVOPVR-001 | アイデアポケット | ※VR-1グランプリ(2017) エントリー作品 |
| 2018年 |          |            |                  |                                      |
| ハイクオリティー 3D VR 桜空もも 独占本指名! 噂の本番できちゃうおっパブ店 長尺140分スペシャルコース バスト90cmのGカップおっパブ嬢と超至近距離で裏オプ（本番）                                                       | 8月1日   | IPVR-010   | アイデアポケット |                                      |
| 2019年 |          |            |                  |                                      |
| 近所に住むももお姉ちゃんは巨乳をチラつかせ、いっつもエッチな誘惑してボクをからかう。 | 3月1日   | IPVR-019   | アイデアポケット |                                      |
| 大人気シリーズがVRでパワーアップ! 巨乳全開で猛アピールしてくる僕の彼女のノーブラお姉さん | 7月25日  | IPVR-034   | アイデアポケット |                                      |
| ズブ濡れ神展開VR 終電逃したあげく突然の雷雨に二人ともびしょ濡れ! しょうがなくラブホに避難! 「怖いから朝まで一緒に起きてて」って言う先輩と始発までSEXヤリまくり!                                                    | 9月12日  | IPVR-041   | アイデアポケット |                                      |
| 2020年 |          |            |                  |                                      |
| 桜空ももをボクだけ独占! キスしまくりおっぱい舐めまくりち○ぽいじられ放題! 46時中セックス中毒なボクらのイチャハメ神同棲                                                                                              | 2月6日   | IPVR-059   | アイデアポケット |                                      |
| ボクの勤めるマッサージ店にS級AV女優が来店! 合法的に桜空もものおっぱいを揉みまくれるVR | 3月19日  | IPVR-064   | アイデアポケット |                                      |
| と〜っても優しく包み込むような上品淫語でゆっ〜くねっ〜とり焦らしながら射精させてくれる痴女メンズエステ 金玉空っぽになるまで帰しませんよ                                                                            | 11月19日 | IPVR-086   | アイデアポケット |                                      |
| 2021年 |          |            |                  |                                      |
| 「ディープキスする?」 トロける激情接吻Sex VR | 1月28日  | IPVR-096   | アイデアポケット |                                      |
| 「おっぱい見たかったんでしょ?」 終電逃がし、美人女上司の家にお泊まり!? ノーパンノーブラ部屋着に興奮したアナタは… 2D大ヒット作品VR化!!                                                                              | 4月22日  | IPVR-108   | アイデアポケット |                                      |
| 巨乳ヤリマン数珠繋ぎ パコ友の淫乱セフレとノリ3P!! 欲求果てない彼女に誘われ朝まで独占ヤリまくりSEX 逆お持ち帰りVR                                                                                                   | 7月1日   | IPVR-122   | アイデアポケット |                                      |
| 初中出しVR 中出し温泉不倫旅行 アナタの子供を身籠りたくて… | 9月1日   | IPVR-134   | アイデアポケット |                                      |
| 「生でHしよ」 イチャLove同棲妊活! 生中出し一直線没頭ピストンVR 「もも」が実家帰省から帰ってくるまでオナ禁したパンパンチ○コで激突き!                                                                                | 10月26日 | IPVR-146   | アイデアポケット |                                      |
| 2022年 |          |            |                  |                                      |
| 「中に出してイイですよ」 発射無制限 無駄な時間なし! 即尺! 即ハメ! もも嬢に生中出し連発ソープVR | 1月6日   | IPVR-158   | アイデアポケット |                                      |
| ずーっと目が合いながらの密着没入性交! 見つめ合い感じ合うシンクロ絶頂SEX!! 目線を外さずボクをガン見したままイキまくるももがクッソエロすぎる                                                                         | 2月23日  | IPVR-165   | アイデアポケット |                                      |
| 目の前でぷるるん! 密着むにゅむにゅ! 天使スマイルにキュンキュン! めちゃカワ巨乳ナースの腰振りにたまらず中出し! 天井絶景 ド迫力おっぱいアングル騎乗位スペシャル                                                      | 5月6日   | IPVR-176   | アイデアポケット |                                      |
| 【HQ超高画質!】 桜空ももに射精の瞬間もベロキスで塞がれたまま中出しフィニッシュする最強キス企画第4弾! 人物の色味バッチリ綺麗! 好き好き痴女でおっぱい騎乗位満載! アナタがイク時も、ももがイク時もキスでビクビク絶頂! | 7月1日   | IPVR-184   | アイデアポケット |                                      |
| 「私をイカせられる?」 アナタのぶっちぎりの追撃弾丸ピストンで≪桜空もも≫をイカせろ!! ロールプレイングVR 【主導はアナタ】                                                                                             | 9月12日  | IPVR-194   | アイデアポケット |                                      |
| 「ねぇ〜溜めて来たぁ?」 素直で都合のイイ明るく元気で可愛いセックスフレンドVR | 11月4日  | IPVR-202   | アイデアポケット |                                      |
| 2023年 |          |            |                  |                                      |
| 先生の胸元が無防備過ぎて… Gカップ美巨乳おっぱい誘惑カテキョVR 柔らかい照明でおっぱいの感触を最大限表現!! おっぱいの弾力・ハリ・形・色味・スタイルをこだわり撮影！                                                  | 1月27日  | IPVR-220   | アイデアポケット |                                      |
| 桜空もも初VRベスト!! さくもも全開1,000分!! 全12タイトル完全ノーカット編集!! | 3月20日  | IPVR-222   | アイデアポケット |                                      |
| 【8KVR】 不倫温泉旅行 圧倒的画質で美裸体をよりエロ美しく! ホンモノ鮮明クリア画像で経験したことない没入感! 従来のHQ画質の4倍の高精細画質!                                                                           | 5月31日  | IPVR-208   | アイデアポケット |                                      |
| 【HQ超高画質!】 おっぱい天国 キスの時もセックス中も射精の瞬間もおっぱい揉んでいる究極密着セックス! | 6月2日   | IPVR-225   | アイデアポケット |                                      |
| 【8KVR】 桜空ももと究極イチャラブ中出し同棲生活VR かつてないほどの臨場感! 超鮮明で超リアル! ノーカットで体感する究極のセックス!                                                                                    | 6月30日  | IPVR-230   | アイデアポケット |                                      |
| 【8KVR】 会員限定! 予約1年待ち! 神乳セラピストが凄テク施術で金玉カラになるまでヌイてくれる中出し騎乗位エステVR かつてないほどの臨場感! 超鮮明で超リアル! 高画質ドスケベエステ体験!                                 | 8月25日  | IPVR-231   | アイデアポケット |                                      |
| 圧倒的な誘い。 ≪ゼロ距離顔面! ゼロ距離キス! 超密着Sex!≫ SUPER LOVELY KISS 8K VR | 10月13日 | IPVR-237   | アイデアポケット |                                      |
| ≪映像美・距離感・リアル感≫ 最高のプレイヤー体感8K VR 「桜空もも」の自宅にお泊り!? 逆お持ち帰りされ理性失くしむしゃぶりつきSEX                                                                                      | 12月1日  | IPVR-238   | アイデアポケット |                                      |
| 2024年 |          |            |                  |                                      |
| 天井特化8KVR グラビアアイドル桜空もも | 1月19日  | IPVR-254   | アイデアポケット |                                      |
| ボクのエステ施術で気持ちよくなり過ぎたももちゃんがめちゃおねだりしてきて何度も中出しSEX | 3月8日   | IPVR-255   | アイデアポケット |                                      |
| 超豪華2大メーカー共演 アイポケ×kawaii＊ 究極二輪車ハーレム中出しソープVR 桜空もも 伊藤舞雪 | 4月19日  | IPVR-265   | アイデアポケット |                                      |
| 超高画質8K映像! 超長尺167分! 2SEX! 6射精! オッパイ丸出し! オマ○コ中出し! 射精無制限! 逆バニー風俗パラダイスVR 桜空もも                                                                                             | 8月23日  | IPVR-277   | アイデアポケット |                                      |
| 2025年 |          |            |                  |                                      |
| 「桜空もも」ノーカットハイパフォーマンスで贈る8K VR【王道体位のオンパレード】臨場感! 立体感! 史上最高のどっぷり没入超体感SEX!                                                                                      | 1月10日  | IPVR-291   | アイデアポケット |                                      |
| 視覚的にもドエロイ!!! 透けエロコスノーパンノーブラ「桜空もも」嬢の≪裏オプ≫オナクラサポート 8K VR | 2月21日  | IPVR-292   | アイデアポケット |                                      |
| 高画質8K映像! アナタの成績と射精管理をしてくれる巨乳女教師もも先生の 筆おろし個人授業 2SEX! 長尺141分! 8射精! 桜空もも                                                                                             | 6月3日   | IPVR-320   | アイデアポケット |                                      |

### イメージビデオ
| タイトル                  | 発売日                | 規格   | 品番      | メーカー             | 備考   |
| 2017年                    | 2017年                | 2017年 | 2017年    | 2017年               | 2017年 |
| ------------------------- | --------------------- | ------ | --------- | -------------------- | ------ |
| はにかみGcup 桜空もも     | 2月25日               | DVD    | OME-272   | Air control          |        |
| 2018年                    |                       |        |           |                      |        |
| 裸神 桜空もも             | 1月25日               | DVD    | OAE-137   | Air control          |        |
| Aphrodite 桜空もも        | 7月1日                | DVD    | AP-027    | ファインピクチャーズ |        |
| Aphrodite 桜空もも        | 7月1日                | BD     | AP-027B   | ファインピクチャーズ |        |
| 2019年                    |                       |        |           |                      |        |
| ボクの家庭教師 桜空もも   | 4月25日               | DVD    | OAE-183   | Air control          |        |
| Momo idolize cherry sky   | 10月17日              | DVD    | REBD-419  | REbecca              |        |
| Momo idolize cherry sky   | 10月17日              | BD     | REBDB-405 | REbecca              |        |
| 2023年                    |                       |        |           |                      |        |
| 3月16日                   | Momo2 Luxury showtime | DVD    | REBD-731  | REbecca              |        |
| 3月16日                   | Momo2 Luxury showtime | BD     | REBDB-717 | REbecca              |        |
| 2024年                    |                       |        |           |                      |        |
| SAKURAドロップス 桜空もも | 3月12日               | DVD    | FWAY-012  | FAIR & WAY           |        |
| SAKURAドロップス 桜空もも | 3月12日               | BD     | 9FWAY-012 | FAIR & WAY           |        |

### 写真集
- ももいろ（2017年11月15日、双葉社、撮影：浜田一喜）ISBN 978-4575313161
- 桜空もも写真集 君こそ僕のすべて（2024年1月26日、徳間書店、撮影：LUCKYMAN）ISBN 978-4-19-865756-7 [49]

### ポーズ集
- スーパー・ポーズブック ヌード●バラエティ編 8 Fairy（2018年7月24日、コスミック出版、撮影：KANJI、監修：島本耕司）ISBN 978-4774791647

### デジタル写真集
2017年
- FRIDAYデジタル写真集プレミアム たかしょー × 園田みおん × 桜空もも 「トリプルGカップ競艶」（12月15日、講談社、撮影：西田幸樹）[50]

2021年
- ＃NEWLOOK【girl meets street】桜空もも（1月1日、ジーオーティー、撮影：山口雄太郎）[51]
- lei felina MOMO SAKURA（3月26日、lei felina）
- 櫻美雪 × 桜空もも × 岬さくら ヘアヌードさくらを見る会 2021（3月29日、小学館、撮影：井上たろう）[52]
- Count sheep【Nap】桜空もも（9月24日、ジーオーティー、撮影：羊肉るとん）[53]
- Count sheep【Nap】桜空もも（9月24日、ジーオーティー、撮影：羊肉るとん）[54]
- We are IdeaPocket! Special Photo Book（11月11日、FANZA BEAUTY COLLECTION）※『アイデアポケット』専属女優13名によるデジタル写真集。FANZA限定配信。

2022年
- 桜空もも ももの海岸物語（6月1日、小学館、撮影：上野勇）[55]
- ＃Escape 桜空もも（6月10日、ジーオーティー、撮影：manimanium）[56]

2023年
- We are IdeaPocket! Special Photo Book 2023（2月24日、FANZA BEAUTY COLLECTION）※『アイデアポケット』専属女優13名によるデジタル写真集。FANZA限定配信。
- 桜空もも ももいろ片思い（3月17日、小学館、撮影：西條彰仁）[57]
- ＃LadyMary 桜空もも（6月1日、ジーオーティー、撮影：manimanium）[58]
- 好き、です。 桜空もも（6月2日、徳間書店、撮影：早川達也）
- ＃バケショ VACATION SHOT 2023 Momo Sakura ver（8月4日、FANZA BEAUTY COLLECTION）
- 桜空ももヘアヌード写真集「桃源郷」 週刊大衆デジタル写真集NUDE : 28（12月11日、双葉社、撮影：篠原潔）[59]

2024年
- 春のパンツまつり2024 Photo Book（3月29日、FANZA BEAUTY COLLECTION）※FANZA『春のパンツまつり2024』キャンペーンガール5名によるデジタル写真集。FANZA限定配信。
- We are IdeaPocket! Special Photo Book 2024（5月17日、FANZA BEAUTY COLLECTION）※アイデアポケット専属女優10名によるデジタル写真集。FANZA限定配信。
- 桜空もも 恥じらう乙女 週刊現代デジタル写真集（6月28日、講談社、撮影：上野勇）
- とられち 桜空もも（9月20日、TranceRetinal、撮影：コハラタケル）
- PIECE of NAIL ＃2（12月6日、a-list photo anthology、撮影：母鳴大地）※fempass連載記事「PIECE of NAIL」のオムニバス写真集。
- 歳末新春SUPERキャンペーン2024-2025 せくしーこれくしょん（12月13日、FANZA BEAUTY COLLECTION）※「歳末新春SUPERキャンペーン2024-2025」キャンペーンガール5命によるオムニバス写真集。
- IDEAPOCKET COLLECTION vol.1（12月25日、a-list photo anthology）※アイデアポケット専属女優7名によるオムニバス写真集。

2025年
- We are IdeaPocket! Special Photo Book 2025（5月16日、FANZA BEAUTY COLLECTION）※「アイデアポケット」専属女優5名の未公開カットを含むオリジナルフォトブック。FANZA限定配信。

## その他製品

### トレーディングカード
2017年
- CJ SEXY CARD SERIES VOL.33 桜空もも OFFICIAL CARD COLLECTION 〜そらはももいろ〜（11月25日、ジュートク）

2018年
- CJ SEXY CARD SERIES VOL.45 桜空もも OFFICIAL CARD COLLECTION 〜ももいろキャンバス〜（11月24日、ジュートク）

2020年
- CJ SEXY CARD SERIES VOL.61 桜空もも OFFICIAL CARD COLLECTION ～素もも～（3月28日、ジュートク）

2021年
- CJ SEXY CARD SERIES VOL.74 桜空もも OFFICIAL CARD COLLECTION ～ももの実～（4月24日、ジュートク）

2022年
- CJ SEXY CARD SERIES VOL.90 桜空もも OFFICIAL CARD COLLECTION ～ももいろ天空～（8月27日、ジュートク）

2023年
- Girl’s Party Collection ～THE FAN♡FUN TRUMP～ 第4弾（4月15日、Girl‘s Party Collection）
- Girl’s Party Collection ～THE FAN♡FUN TRUMP～ 第5弾（8月9日、Girl‘s Party Collection）
- CJ SEXY CARD SERIES VOL.102 桜空ももOFFICIAL CARD COLLECTION ～sweet peach～（8月26日、ジュートク）

2024年
- Girl’s Party Collection ～THE FAN♡FUN TRUMP～ 第6弾（2月29日、Girl‘s Party Collection）
- CJ SEXY CARD SERIES VOL.116 桜空もも OFFICIAL CARD COLLECTION ～Peach sherbet～（10月26日、ジュートク）

2025年
- Girl’s Party Collection ～THE FAN♡FUN TRUMP～ 第8弾（3月14日、Girl‘s Party Collection）

### カレンダー
- 桜空もも 2018年カレンダー（2017年11月4日、トライエックス）
- 卓上 桜空もも 2018年カレンダー（2017年11月11日、トライエックス）
- 桜空もも 2019年カレンダー（2018年10月20日、トライエックス）
- 桜空もも 2020年カレンダー（2019年10月26日、トライエックス）
- 卓上 桜空もも 2020年カレンダー（2019年10月26日、トライエックス）
- 桜空もも 2021年カレンダー（2020年11月14日、トライエックス）
- 卓上 桜空もも 2021年カレンダー（2020年11月14日、トライエックス）
- 桜空もも 2022年カレンダー（2021年11月13日、トライエックス）
- 卓上 桜空もも 2022年カレンダー（2021年11月13日、トライエックス）
- 桜空もも 2023年カレンダー（2022年11月12日、トライエックス）
- 卓上 桜空もも 2023年カレンダー（2022年11月19日、トライエックス）
- 桜空もも 2024年カレンダー（2023年11月18日、Saint）
- 卓上 桜空もも 2024年カレンダー（2023年11月18日、Saint）
- 桜空もも 2025年カレンダー（2024年11月2日、トライエックス）
- 卓上 桜空もも 2025年カレンダー（2024年11月9日、トライエックス）

### アパレル商品
- Momo Sakura Tee by MNKM（2022年10月7日、fempass BeV）
- Momo Sakura Long sleeve by MNKM（2022年10月7日、fempass BeV）
- Momo Sakura Tee by MNKM ホワイト / ネイビー（2022年10月21日、fempass BeV）
- Momo Sakura Long sleeve by MNKM グレー / ダークキャラメル（2022年10月21日、fempass BeV）
- 【SAKURA MOMO】PHOTO TEE（2024年3月、fempass BeV）
- 【SAKURA MOMO】THE EVIL PEACH PIE TEE（2024年3月、fempass BeV）
- JAV Anti Piracy Project - Three Officers Tee（2024年4月26日、fempass BeV）※石川澪、桜空もも、miruのイラストがデザインされた『JAV海賊版対策プロジェクト』コラボ商品。
- JAV Anti Piracy Project - Momo Sakura Tee（2024年4月26日、fempass BeV）※上記商品の桜空ももソロバージョン。

### アダルトグッズ
オナホール
- JAPANESE REAL HOLE 淫 2nd 桜空もも（2020年9月24日、EXE）

## 出演

### テレビ
- Sweet Angel #83（2017年12月2日、MONDO TV）
- 魚拓と成瀬のツキとスッポンぽん #182,#183（2018年2月25日,3月4日、パチ・スロ サイトセブンTV）
- 新みっひーランド みひなな食堂 #22（2018年、エンタ!959）
- もう!バカリズムさんの超H! #3（2018年5月6日、フジテレビONE）

### ウェブテレビ
- スピードワゴンの月曜The NIGHT（2017年12月19日、AbemaTV）[60]
- 桃色♡ゲームチャンネル（2018年3月15日[61]、AbemaTVウルトラゲームス） - 桃色ガールズ
- カチコチTV（2021年4月9日 - 4月30日、FANZA見放題chライト）
- ロンドンハーツ 究極恋愛シミュレーション ラブマゲドン 全3回（2023年9月12日 - 26日、TELASA）[62]

### ラジオ
- ねむチキ（2022年3月6日・13日・2023年4月30日・5月7日・2024年11月17日・24日、TBSラジオ）

### ゲーム
- 新宿スカウトバトル（2019年12月2日、DMM GAMES）- 看護護身術使いのナース役[63]
- 社長と美女たちの二重奏（2024年3月6日[64]、CREAM SOFT）- 川上雪乃 役[65]

### パチンコ
- Pジューシーハニー3（2021年2月、サンセイアールアンドディ）[66]
- PジューシーハニーH（ハーレム）（2023年5月、サンセイアールアンドディ）
- Pジューシーハニー極嬢MA（2025年1月、サンセイアールアンドディ）[67]

### CM
- JAV海賊版対策プロジェクト「Official Anti Piracy Video 将校編」（2024年）[68]

## 執筆

### コラム
- 胸キュル！桃色ファンタジー（2018年4月12日[69]‐9月27日[70]、東スポ裏通り）